# Желтопоясничный чёрный кассик
Желтопоясничный чёрный кассик (лат. Cacicus cela) — певчая птица семейства трупиаловых.

## Описание
Самец достигает длины от 27,5 до 29 см. Самки существенно меньше и достигают длины от 24 до 25 см. Оперение блестяще чёрное с жёлтыми перьями на крыльях, спине и хвосте. Половой диморфизм не выражен.

## Распространение
Вид населяет северную часть Южной Америки, территорию от Восточной Панамы и Венесуэлы до Бразилии, Перу и Боливии. Несколько популяций имеются также на карибском острове Тринидад.
Птица населяет верхушки деревьев на опушках леса, полянах и полуоткрытые ландшафты.

## Образ жизни
Это очень общительный вид, живущий в больших стаях, активный, прежде всего, на рассвете. Стаи очень шумные и поэтому их слышно издалека.

## Размножение
Птицы гнездятся колониями в подвешенных на ветвях гнёздах, которые они строят большей частью вблизи гнёзд ос. Такое соседство даёт определённую защиту от хищных туканов, таких как арасари, которые часто разоряют кладку. Следующую опасность представляет тиранн-разбойник (Legatus leucophaius), который часто кладёт свои яйца в гнёзда птиц, выбрасывая при этом из гнезда яйца хозяина.

## Подвиды
Выделяют три подвида:
- Cacicus cela cela
- Cacicus cela flavicrissus
- Cacicus cela vitellinus